# Los 40 Principales
«Los 40 Principales» (произн. Лос Куарэ́нта Принсипа́лес) — сеть музыкальных радиостанций, основанная в Испании в 1966 году. На сегодняшний день свои версии радиостанции «Los 40 Principales» есть во многих странах Латинской Америки. Также у сети есть и свой телеканал, «40 TV».

## Аудитория
«Los 40 Principales» является самой популярной музыкальной радиосетью Испании. В 2019 году у неё было 2,8 миллионов слушателей ежедневно.

## История
Была основана в Мадриде в 1966 году. Ещё в 1975 вещание имело локальный характер. Начиная с 1985 года станция начинает выстраивать и консолидировать диджейскую модель вещания, которая не только завоюет аудиторию и станет самой популярной формулой музыкального радио, но и выведет «Los 40 Principales» начиная с сезона 1987—1988 годов в лидеры среди музыкальных радиостанций страны.